# Triaenodes tanzanicus
Triaenodes tanzanicus är en nattsländeart som beskrevs av Olah 1986. Triaenodes tanzanicus ingår i släktet Triaenodes och familjen långhornssländor. Inga underarter finns listade i Catalogue of Life.